# Neustadt (Dosse)
Pour les articles homonymes, voir Neustadt.
Neustadt (Dosse) est une ville allemande de l'arrondissement de Prignitz-de-l'Est-Ruppin, en Brandebourg.
La ville fait partie d'une grande réunion " Neustadt in Europa " (Neustadt en Europe) regroupant toutes les villes d'Europe portant le nom de Neustadt. 36 villes participent, la fête se déroule chaque année dans une ville différente.

## Personnalités liées à la ville
- Gustav Lombard (1895-1992), militaire né à Klein-Spiegelberg